# Edificio Uruguay
El Edificio Uruguay es una obra representativa de la primera etapa de la arquitectura racionalista en la Argentina. Cercano al Palacio de Justicia de la Nación (sede de la Suprema Corte), en Buenos Aires, es la actual sede de la Procuración General de la Ciudad.
El edificio se encuentra en la calle Uruguay 440/446, cerca de su cruce con la Avenida Corrientes, dentro del céntrico barrio de San Nicolás y en la zona de influencia del Palacio de Justicia, donde se distribuyen otras reparticiones judiciales y abundan las oficinas de abogados. 
Fue proyectado por los arquitectos Jorge Eduardo Birabén y Ernesto Lacalle Alonso y construido en 1936, respetando una ordenanza que establecía el ensanche de la calle Uruguay entre las avenidas Córdoba y Corrientes, dándole una amplitud inusual en las calles del centro porteño. Fue pensado como edificio de oficinas en tiempos en que la demanda en este rubro aumentaba considerablemente, y el viejo casco histórico de Buenos Aires aún se encontraba mayormente ocupado por viejas casas familiares, que terminaban transformadas en improvisados escritorios. En su momento, el diseño fue innovador y de gran modernidad, destacándose en una ciudad cuya arquitectura aún era ostentosa y de influencia academicista.
El Edificio Uruguay posee un frente de 60,7 metros de longitud, y en rigor está compuesto por dos edificios gemelos, con entradas independientes y con la única diferencia de poco más de un metro en la profundidad de los terrenos. Posee una planta baja con locales comerciales, un núcleo central de circulación vertical hacia el fondo en cada cuerpo (dos ascensores y escalera), y diez pisos con dieciséis oficinas cada uno (ocho en cada bloque), aunque en su momento se ofrecía la posibilidad de interconexión en caso de que una empresa alquilase un nivel completo. El décimo piso de cada bloque está conformado por un par de volúmenes laterales y uno tercero central, de mayor altura pero retirado de la línea de fachada. Esta última se caracteriza por las bandas horizontales formadas por los paneles vidriados que iluminan las oficinas y la recorren en toda su longitud.
Hoy es sede la Procuración General de la Ciudad de Buenos Aires.